# Hartmut Nassauer
Hartmut Nassauer (ur. 17 października 1942 w Marburgu) – niemiecki polityk i prawnik, przez trzy kadencje poseł do Parlamentu Europejskiego z ramienia CDU.

## Życiorys
W pierwszej połowie lat 60. odbywał służbę wojskową, doszedł do stopnia majora. Studiował prawo i politologię na Uniwersytecie we Frankfurcie nad Menem oraz na Uniwersytecie w Marburgu. Był sędzią sądów w Kassel, wieloletnim przewodniczącym powiatowych struktur Unii Chrześcijańsko-Demokratycznej. Od 1974 do 1994 zasiadał w landtagu Hesji. W latach 1990–1991 był ministrem spraw wewnętrznych w rządzie tego kraju związkowego, następnie przez trzy lata wiceprzewodniczącym regionalnego parlamentu Hesji.
W 1994 z listy CDU po raz pierwszy uzyskał mandat deputowanego do Parlamentu Europejskiego. W wyborach w 1999 i 2004 z powodzeniem ubiegał się o reelekcję z ramienia niemieckich chadeków. Był m.in. członkiem grupy chadeckiej (od 2007 do 2009 był wiceprzewodniczącym frakcji EPP-ED), pracował w Konferencji Przewodniczących Delegacji, Komisji Wolności i Praw Obywatelskich, Sprawiedliwości i Spraw Wewnętrznych i innych. Od 1999 do 2006 przewodniczył grupie poselskiej CDU/CSU. W PE zasiadał do 2009.